# Église de Nastola
L'église de Nastola (en finnois : Nastolan kirkko) est une église située à Nastola en Finlande.

## Description

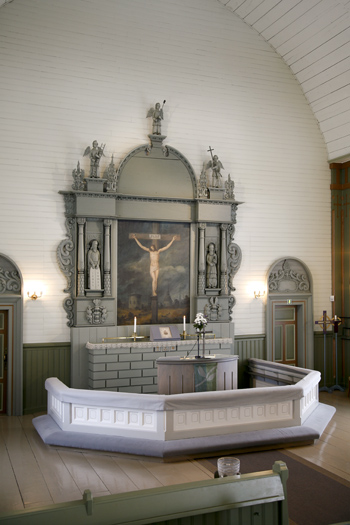
L'autel.

Conçue par Mats Åkergren, l'église en bois est construite en 1802–1803 et inaugurée en 1804. 
Le clocher situé sur son côté sud date de 1760. Il est transféré à son endroit actuel en 1804. 